# Ilham Eldjou
Ilham Eldjou est une karatéka algérienne née le 26 septembre 1983 en Algérie. Elle a remporté la médaille d'or en kumite moins de 55 kg aux championnats d'Afrique de karaté 2010 au Cap et aux Jeux africains de 2011 à Maputo.

## Palmarès
| Année | Compétition                               | Lieu     | Résultat | Catégorie         |
| ----- | ----------------------------------------- | -------- | -------- | ----------------- |
| 2005  | Jeux méditerranéens de 2005               | Almería  | 2e       | Kumite −55 kg     |
| 2009  | Jeux méditerranéens de 2009               | Pescara  | 3e       | Kumite −55 kg     |
| 2010  | Championnats d'Afrique                    | Le Cap   | 1re      | Kumite −55 kg     |
| 2010  | Championnats d'Afrique                    | Le Cap   | 1re      | Kumite par équipe |
| 2010  | Championnats du monde de karaté 2010      | Belgrade | 5e       | Kumite −55 kg     |
| 2010  | 19e Championnats méditerranéens de karaté | Izmir    | 3e       | Kumite −55 kg     |
| 2011  | Jeux africains                            | Maputo   | 1re      | Kumite −55 kg     |
| 2011  | Jeux africains                            | Maputo   | 3e       | Kumite par équipe |
| 2011  | Jeux panarabes                            | Doha     | 2e       | Kumite −55 kg     |
| 2011  | Jeux panarabes                            | Doha     | 3e       | Kumite par équipe |

## Autres tournois
| Année | Compétition                           | Lieu                | Résultat | Catégorie     |
| ----- | ------------------------------------- | ------------------- | -------- | ------------- |
| 2007  | Open de Paris 2007                    | Paris               | 3e       | Kumite −53 kg |
| 2009  | 8e Coupe internationale Le Hetet Cup  | Carcassonne, France | 3e       | Kumite −55 kg |
| 2010  | 9e Coupe internationale Le Hetet Cup  | Carcassonne, France | 2e       | Kumite −55 kg |
| 2011  | 1re Open International de Sakarya     | Sakarya, Turquie    | 2e       | Kumite −55 kg |
| 2011  | 10e Coupe internationale Le Hetet Cup | Carcassonne, France | 3e       | Kumite −55 kg |